# Romanie
Romanie, Romanowie – jedna z trzech (obok Friulów i Ladynów) grup etnicznych składających się na naród Retoromanów. Zamieszkują głównie kanton Gryzonia w południowo-wschodniej Szwajcarii. Ojczystym językiem tej grupy narodowościowej jest język romansz, będący, według części badaczy – jednym z trzech języków retoromańskich, zdaniem innych – jednym z trzech dialektów tego języka. Ograniczenie zasięgu języka romansz spowodowało, iż w ostatnich latach dla wielu Romanów językiem ojczystym jest język niemiecki. Liczbę Romanów szacuje się na 55–80 tys. osób. Romanie uważają się za potomków starożytnych Retów – przedindoeuropejskiej ludności Alp. Zamieszkując głównie słabo zaludnione i niezurbanizowane tereny górskie zachowali wiele ludowych zwyczajów. W większości wyznają katolicyzm.